# تعليم حضري
التعليم الحضري مجلة أكاديمية مُحكَّمة تصدر كل شهرين، وتُغطي مجال التعليم الحضري. رئيس تحريرها هو هـ. ريتشارد ميلنر (من جامعة فاندربيلت). تأسست المجلة عام 1965، وتصدرها سيج للنشر.